# Hyster vorkheftrucks

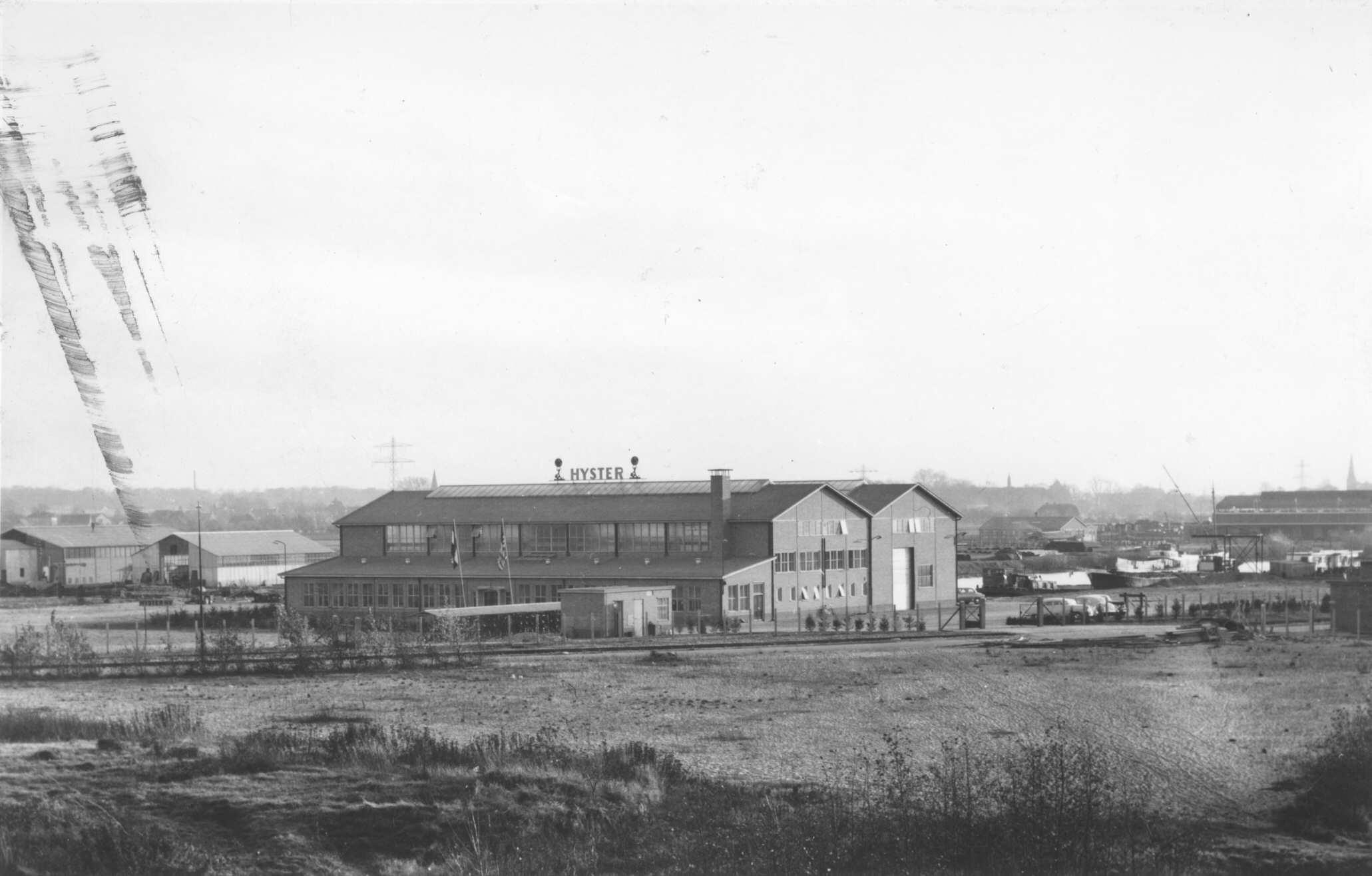
Fabriekshal Hyster

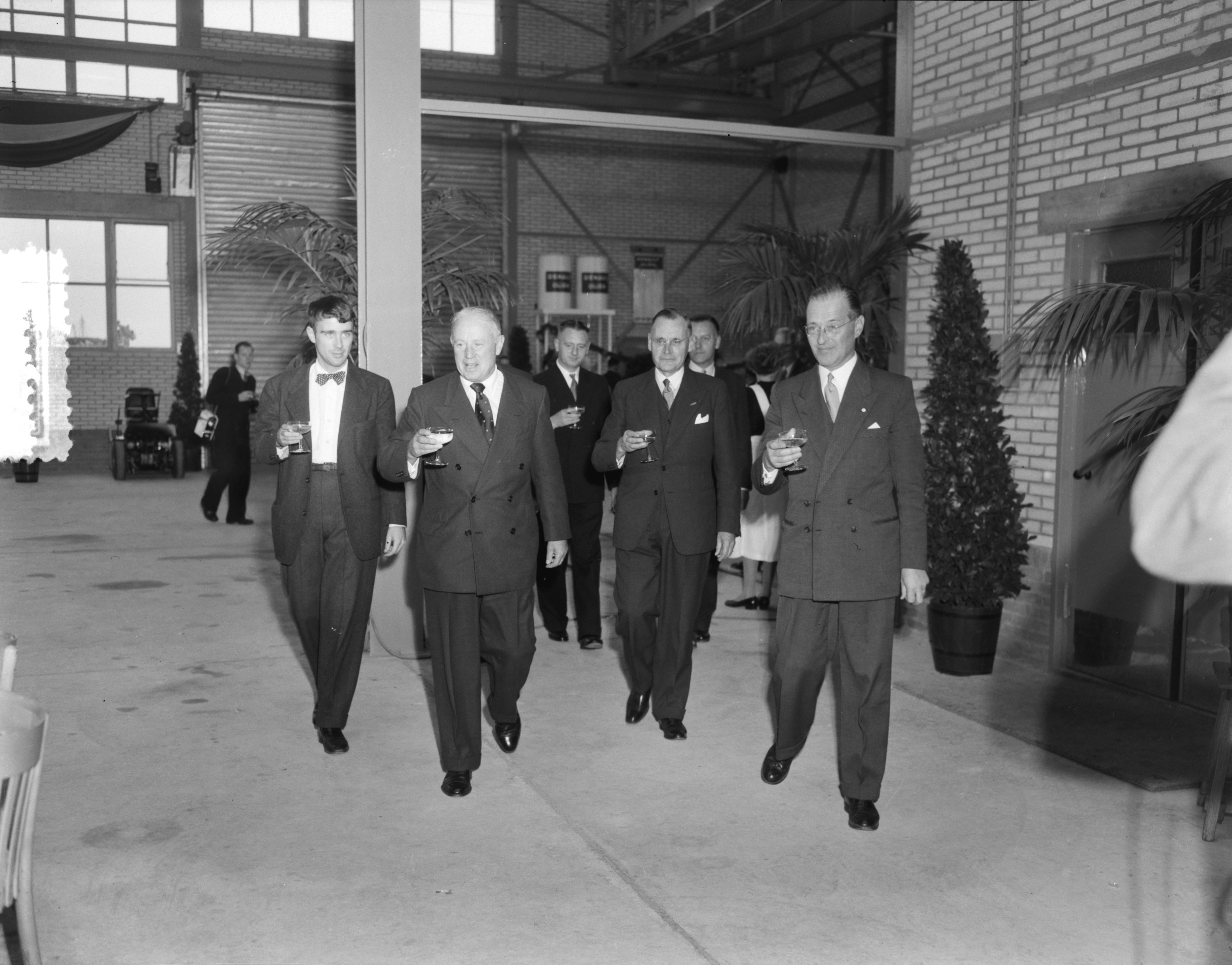
Opening nieuwe fabriek N. V. Hyster te Nijmegen, Bestanddeelnr 906-0098

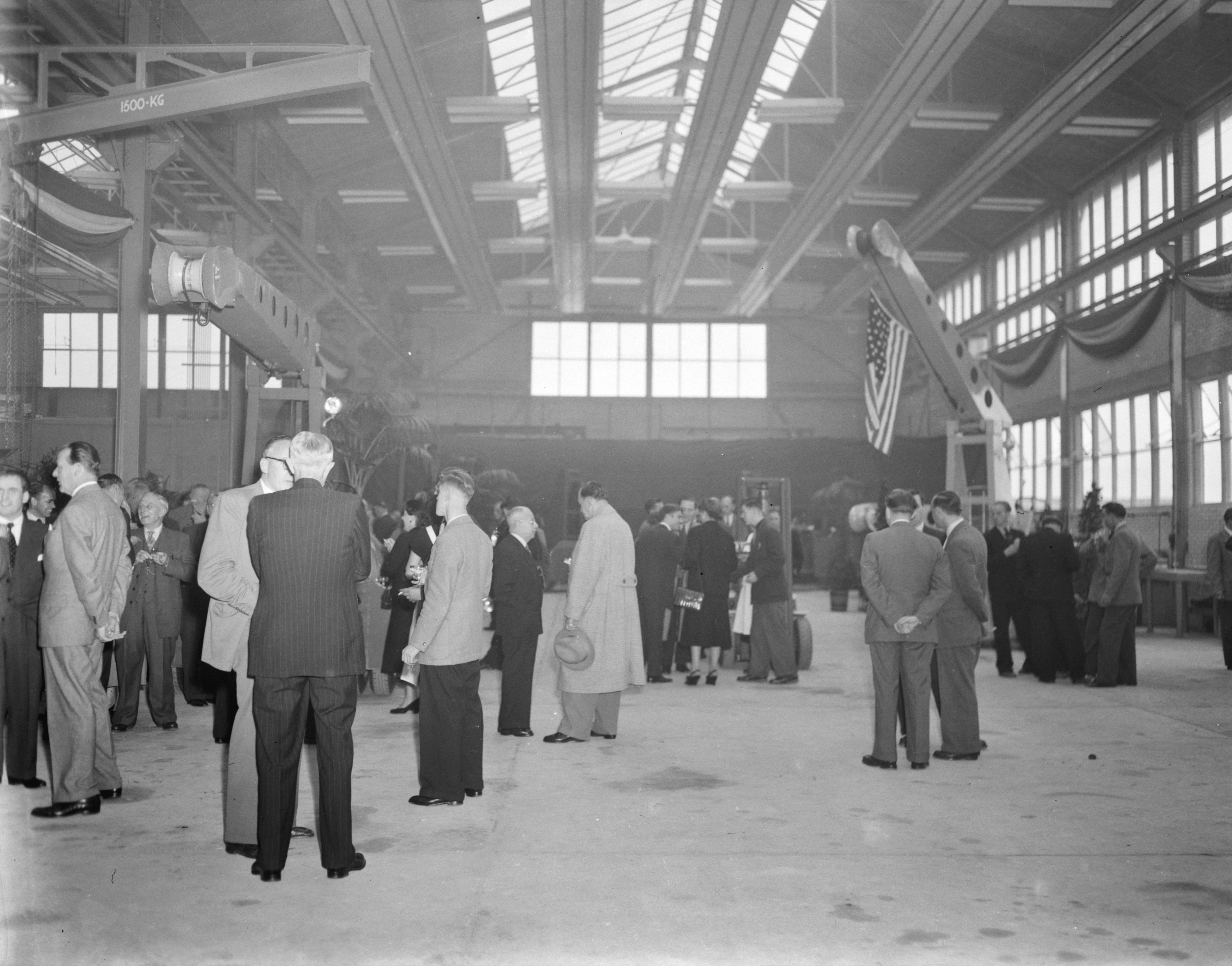
Opening nieuwe fabriek N. V. Hyster te Nijmegen, Bestanddeelnr 906-0100

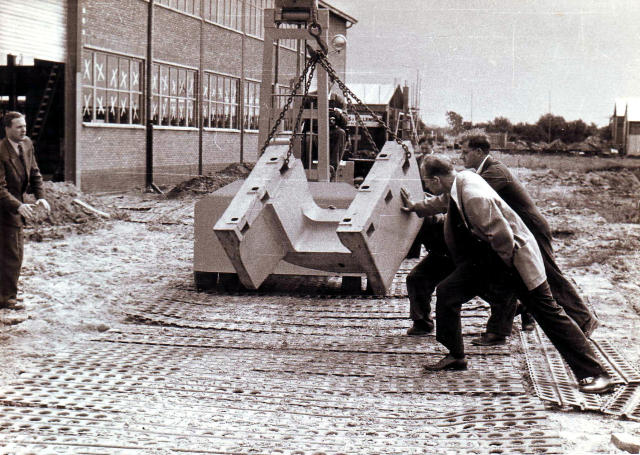
Nieuwe fabriekshal Hyster in aanbouw

Hyster vorkheftrucks, de officiële naam is Hyster-Yale Nederland, is een internationaal bedrijf dat vorkheftrucks produceert en assembleert.
Het bedrijf is gevestigd in Nijmegen en telt in 2021 circa 900 werknemers (inclusief uitzendkrachten). Op deze locatie worden vooral de Hyster Big trucks (hefcapaciteit van 6 tot 52 ton) geproduceerd. Eigenaar van het bedrijf is Hyster-Yale Materials Handling, Inc. (“Hyster-Yale”), een beursgenoteerd bedrijf in de Verenigde Staten, met wereldwijd meer dan 5000 werknemers.

## Geschiedenis

### Oprichting – 1970
De heftruckfabriek van Hyster is in 1952 gebouwd door de gemeente Nijmegen op verzoek van en in samenwerking met het Amerikaanse moederbedrijf Hyster Compagny (Portland-Oregon).
De gemeente Nijmegen deed dit in het kader van de bestrijding van de hoge werkloosheid na de oorlog. Hiertoe werden opleidingscentra opgezet alsook het economisch klimaat geschapen middels beschikbaarstelling van fabrieksterreinen en gebouwen.
De Nederlandse vestiging kreeg de naam Hyster Europe NV.
Tijdens de bouw van de fabriek aan de Nijverheidsweg, gelegen op het nieuwe haven- en industrieterrein, was het bedrijf tijdelijk gevestigd in de oude Veehallen in Nijmegen en daar werd in eerste instantie de assemblage verzorgd van de uit Amerika overgekomen heftruckonderdelen. Een deel van het personeel werd overgenomen van het bedrijf Geveke uit Amsterdam dat al een paar maanden had proef gedraaid op het assembleren van de onderdelen.
In oktober 1953 volgde de opening van de nieuwe fabriek waar op dat moment 50 mensen gingen werken. De productie van de heftrucks was voor een groot deel bestemd voor de export naar andere Europese landen en in beperkte mate voor de Nederlandse markt.
In 1956 breidde het bedrijf verder uit na het besluit om zelf de heftruckonderdelen te gaan produceren. Hiertoe moest zowel de fabrieksruimte alsook het personeelsbestand aanzienlijk worden uitgebreid. Omdat het bedrijf het fabriekspand huurde van de gemeente Nijmegen moest de gemeenteraad instemmen met de financiering van de uitbreidingsplannen. Nadat in eerste instantie gesproken werd over een bedrag van ca fl 109.000 bleek later dat de bouw van de nieuwe fabriekshal fl. 575.000 zou gaan kosten.
Eind jaren 60 kwam het bedrijf in onrustig vaarwater nadat het bedrijf in 1966 bekendmaakte dat men ondanks uitbreidingsplannen toch 40 mensen wilde ontslaan in verband tegenvallende verkopen op de Europese markt. De vakbonden roerden zich en zochten de media. In 1968 werden de vestigingen Tessenderloo (die in 1967 was opgericht) en Nijmegen samengevoegd om de productiecapaciteit te vergroten.

### 1970 – heden
In 1975 kwam het bedrijf opnieuw in het nieuws toen bleek dat een winstuitkering van 8,5% voor het personeel betaald kon worden middels een werktijdverkorting van 40%, gedurende 6 weken, voor 200 van de op dat moment 570 werknemers.
In begin 1983 kreeg het moederbedrijf, de Hyster Compagny, van de Britse overheid de mogelijkheid om in Schotland een fabriek te openen tegen zeer gunstige investeringsvoorwaarden. Hierdoor ontstond grote onrust bij de vakbonden omdat sprake zou zijn van een mogelijke ontmanteling van de fabriek in Nijmegen en verlies van bijna 600 banen.
Ondanks dat de Nederlandse overheid eenzelfde investeringsaanbod deed besloot het moeder bedrijf toch een groot deel van de productie over te hevelen naar de nieuwe fabriek in Schotland. Hoofdreden hiervoor waren de beduidend lagere loonkosten. Hyster verplaatste de productie van kleinere heftrucks naar Schotland. Ruim 350 arbeidsplaatsen gingen in Nijmegen verloren.
De EG stelde vervolgens een onderzoek in naar de steun van de Britse overheid aan Hyster en dat leidde uiteindelijk tot een proces bij het Europese Hof in Luxemburg.
Twee jaar later, in 1985, besloot het moederbedrijf om 20 miljoen gulden te gaan investeren voor zowel de verplaatsing van de ontwerpafdeling naar Nijmegen en voor de bouw van een extra fabriek voor de productie van reserveonderdelen voor de eigen vorkheftrucks en die van concurrenten. Dit betekende de terugkeer van honderden arbeidsplaatsen.
In 1987 kwam het bedrijf opnieuw in het nieuws nadat het haar 400 werknemers tot loonmatiging had gedwongen door intrekking van de winstdelingsregeling en het vooruitzicht dat de productie van middelzware heftrucks mogelijk naar Nijmegen zou komen.
In 1989 werd het moederbedrijf Hyster Company gekocht door NACCO Industries Inc. uit Cleveland, Ohio (VS). Ruim 5 jaar later werd de Hysterfabriek in Nijmegen ondergebracht in de NACCO Materials Handling group, later weer veranderd in Hyster-Yale Materials.

### Milieu
Het bedrijf besloot in de jaren na 2010 om zich meer milieuvriendelijk te profileren en veranderde hiertoe het beleid. Dat leidde in 2013 tot het winnen van de regionale milieuprijs Westenweurt.
In 2017 werd de Hysterfabriek als eerste bedrijf aangesloten op het stadswarmtenet met restwarmte van de afvalverbrandingscentrale ARN. Door deze aansluiting bespaarde het bedrijf jaarlijks zo'n 80.000 kubieke meter aan aardgas hetgeen neerkomt op circa 100 ton minder CO2-uitstoot.